# 알렉산드르 쇼민 (아이스하키 선수)
알렉산드르 발레리예비치 쇼민(러시아어: Алекса́ндр Вале́рьевич Сёмин, 1984년 3월 3일~)은 러시아의 아이스하키 선수로 포지션은 레프트윙과 라이트윙이다. 내셔널 하키 리그(NHL)의 워싱턴 캐피털스, 캐롤라이나 허리케인스, 카나디앵 드 몽레알에서 활동했으며, 콘티넨탈 하키 리그(KHL)의 팀인 HC 비탸지를 마지막으로 현역에서 은퇴했다. 그는 NHL 통산 650경기에 출전했으며, 2016년에는 KHL에서 가가린 컵 우승을 차지했다.
국제 대회에서 러시아 국가대표팀 소속으로 활동하였으며, 2010년과 2014년 동계 올림픽에 참가하였다. 또한 세계 아이스하키 선수권 대회에 6회 참가하여 2회 우승(2008, 2012)을 달성했다.